# 4Ever Hilary Duff
4Ever Hilary Duff је други албум-компилација америчке певачице Хилари Даф. Издат је 2006. године само у Италији. Циљ издавања овог албума је да се промовишу песме које нису биле доступне на италијанским издањима њених албума. Такође, овај албум је издат јер Хилари има много фанова у Италији, који нису могли да набаве њене претходне албуме. Албум је продат у 100.000 копија и постао 67. албум по продаји у Италији 2006. године. Уз овај албум издат је и истоимени ДВД, који садржи све претходно снимљене спотове и један од концерата који је већ претходно објављен на ДВД-ју Girl Can Rock.

## Списак песама
| #   | Назив | Трајање |
| --- | ----- | ------- |
| 1.  |       | 03:43   |
| 2.  |       | 03:15   |
| 3.  |       | 02:40   |
| 4.  |       | 03:29   |
| 5.  |       | 04:11   |
| 6.  |       | 03:32   |
| 7.  |       | 03:27   |
| 8.  |       | 03:50   |
| 9.  |       | 03:09   |
| 10. |       | 02:52   |
| 11. |       | 03:37   |
| 12. |       | 05:28   |
| 13. |       | 02:55   |
| 14. |       | 03:39   |
| 15. |       | 03:42   |